# Pseudoplesiops collare
Pseudoplesiops collare is een straalvinnige vissensoort uit de familie van dwergzeebaarzen (Pseudochromidae). De wetenschappelijke naam van de soort is voor het eerst geldig gepubliceerd in 1991 door Gill, Randall & Edwards.